# Videorekorder

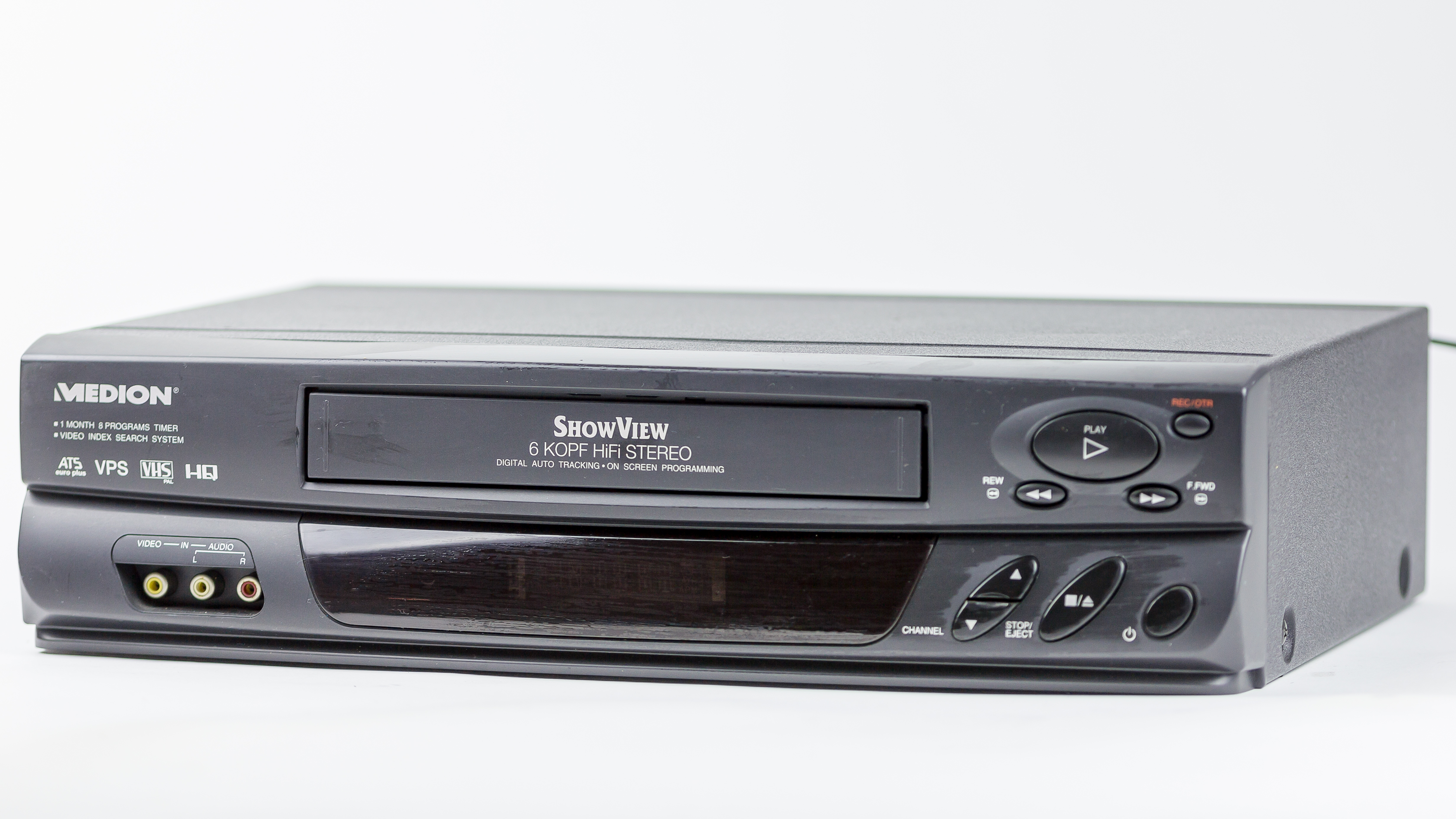
Frontansicht eines VHS-Videorekorders …

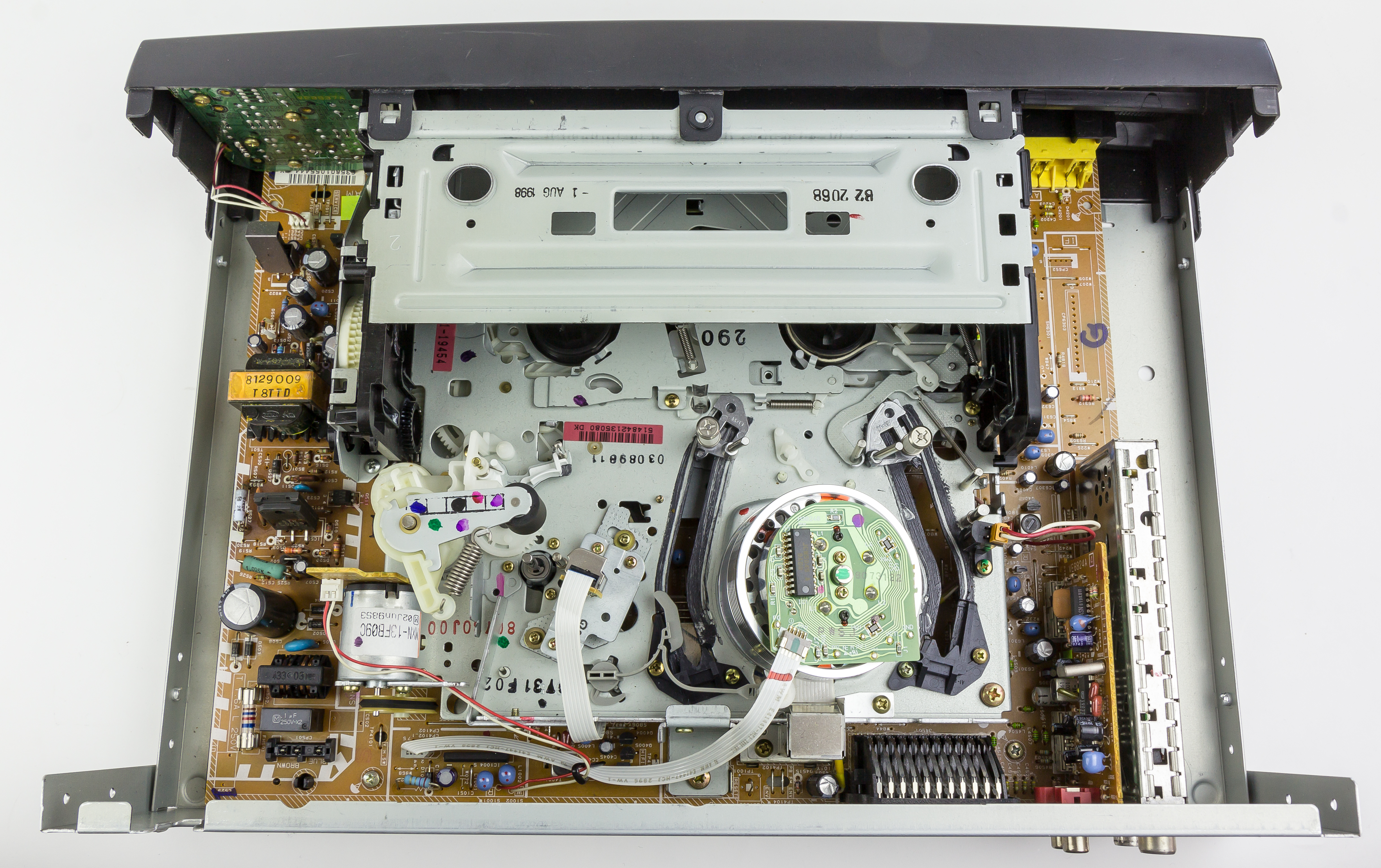
… und dessen Draufsicht (geöffnet)

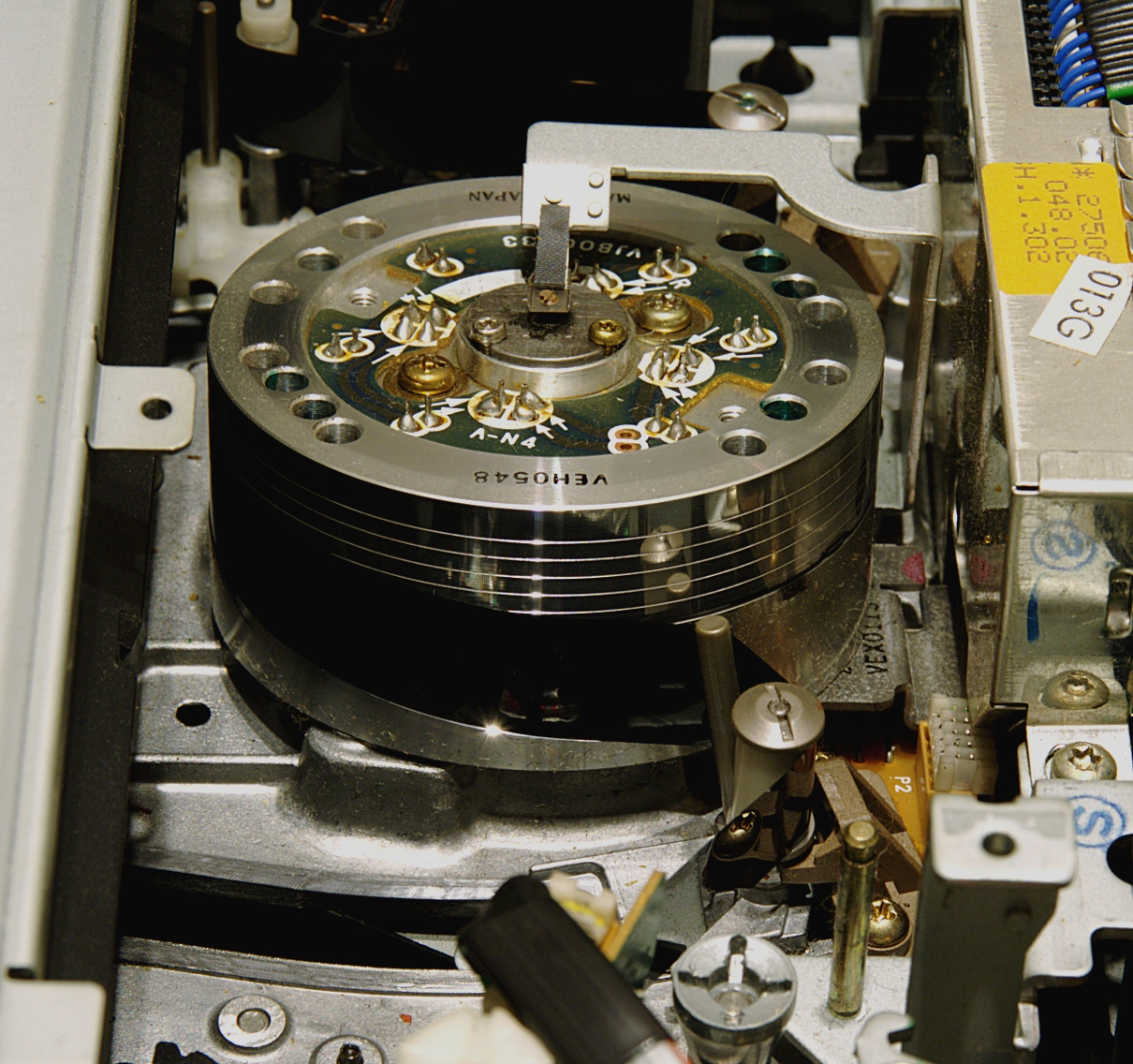
Kopftrommel eines VHS-Videorekorders

Videorekorder (abgekürzt VCR von englisch Video Cassette Recorder) sind Geräte zur Aufzeichnung und Wiedergabe von Audio- und Videosignalen (in der Regel Fernsehbildern) ehemals auf magnetisierbaren Bändern, heute eher auf Festplatten oder SSDs. Daneben wird diese Funktionalität als USB-Stick oder Steckkarte mit zugehöriger Software für PCs sowie von den Online-Diensten OnlineTVRecorder, Save.TV und YOUTV angeboten.

## Antiquierte Technik

### Mechanik

#### Mechanische Aufzeichnung
Bereits in der Anfangszeit des Fernsehens versuchten Bastler, die Sendungen aufzuzeichnen. Das gelang einigen mit Hilfe von modifizierten Schallplatten. Die geringe Bandbreite, die das damalige mechanische Fernsehen benötigte, konnte so aufgezeichnet werden. Einige Aufnahmen verwendeten sogar noch schmalbandigere Formate, wie beispielsweise 30 Zeilen bei 4 Bildern pro Sekunde.
In den 1970ern startete das Unternehmen Telefunken einen neuen Versuch der mechanischen Aufzeichnung, siehe Bildplatte.

#### Magnetische Aufzeichnung

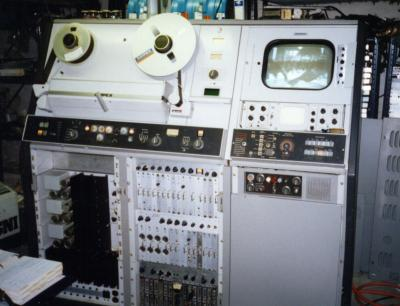
Ein VR 2000, ein früher Quadruplex-Rekorder

Mit dem Aufkommen von Drahtrekordern und Tonbandgeräten wurden auch Versuche unternommen, Fernsehbilder auf Magnetbändern aufzuzeichnen.
Lineare AufzeichnungDer Versuch der British Broadcasting Corporation nannte sich VERA und benutzte zwei Spuren, um ein 405-Zeilen-Fernsehsignal aufzuzeichnen. Das Frequenzspektrum wurde frequenzmoduliert und in zwei Teile aufgeteilt, die auf beide Spuren verteilt wurden. Gleichzeitig wurden in den USA Versuche unternommen, das Frequenzspektrum auf zwölf Spuren zu verteilen.
Die Probleme lagen darin, dass die hohe Bandbreite zu sehr kleinen „Bandwellenlängen“ führte. Es mussten sehr hohe Bandgeschwindigkeiten erreicht werden, um diese Wellenlängen lang genug zu machen. Die Verteilung des Signals auf mehrere Spuren löste zwar dieses Problem teilweise, jedoch traten neue Probleme elektronischer Art auf. Es erwies sich als schwierig, die Signale aufzutrennen und später wieder zusammenzufügen.
Analoge FestplattenrekorderEine Unterart der linearen Aufzeichnung sind Festplattenrekorder. Hier wird das Signal von einem stehenden Kopf auf eine runde, sich drehende Scheibe aufgezeichnet. In der Regel dreht sich die Scheibe einmal pro Halbbild oder Vollbild. Der Kopf kann meistens auch noch schrittweise nach innen oder außen bewegt werden, um mehrere Kreise (Spuren) mit unabhängigen Bildern aufzuzeichnen. Die Vorteile dieser Technik liegen im schnellen Zugriff auf jedes beliebige Bild der Platte. Mehrere Platten können diesen Zugriff noch beschleunigen.
Festplattenrekorder konnten je nach Größe zwischen einer halben und etwa 30 Minuten aufzeichnen. Kleinere Systeme wurden für die Zeitlupe bei Sportübertragungen verwendet. Größere Systeme konnten in den 1970ern sogar typische Offlineschnittaufgaben übernehmen.
Im Fotobereich wurde diese Technik bei Still-Video-Kameras verwendet. Dort wurde pro Umdrehung ein Bild auf eine 3-Zoll-Diskette aufgezeichnet. Laserdiscs verwenden ähnliche Verfahren.
Moderne Festplattenrekorder haben mit dieser Technologie (bis auf die sich drehenden Magnetscheiben) nichts gemeinsam.
Andere AufzeichnungsbewegungenDas Problem unpraktikabel hoher Bandgeschwindigkeiten wurde gelöst, indem man nicht nur das Band bewegte, sondern zusätzlich den auf einen Zylinder montierten Aufzeichnungskopf rotieren ließ. Für die Aufzeichnung war nun nicht mehr die lineare Bandgeschwindigkeit bedeutend, sondern die Relativgeschwindigkeit zwischen Band und Kopf. Diese konnte um Größenordnungen größer als die Bandgeschwindigkeit sein, was selbst für Videofrequenzen zu aufzeichenbaren „Bandwellenlängen“ führte.
Arcuate ScanEines der ersten Verfahren wurde von Ampex Anfang der 1950er Jahre vorgestellt. Einige experimentelle Rekorder hatten die Köpfe auf der Stirnfläche eines sich drehenden Zylinders montiert. Das Band wurde nun über diese Fläche mit den Köpfen geführt, so dass auf dem Band sichelförmige Spuren entstanden. Dieses Verfahren funktionierte unzuverlässig, da ein sicherer Bandkontakt nicht möglich war.
Transversal Scan (Querspuraufzeichnung)Ein weiteres Verfahren montierte (meist) vier Köpfe auf der Mantelfläche eines Zylinders, dessen Rotationsachse parallel zur Bandlaufrichtung lag. Das Band wurde an diesen Zylinder angeschmiegt, wobei es quer zur Bandlaufrichtung gewölbt wurde. Die Spuren stehen hier fast senkrecht zur Bandlaufrichtung. Eine Spur hat hierbei eine Länge, die knapp der Breite des Bandes entspricht. Da dies zu kurz war, um ein ganzes Halbbild aufnehmen zu können, wurde jedes Halbbild auf üblicherweise 6 bis 20 Spuren aufgeteilt. Diese mussten bei der Abtastung durch einen Time Base Corrector wieder sauber zusammengesetzt werden, sonst führte dies zu regelmäßigen Störbändern oder Störstreifen. Dieses Verfahren funktionierte nach Lösung anfänglicher Probleme recht gut und wurde ab 1956 beim Quadruplex-Format und beim BNC-Format eingesetzt.
Helical Scan (Schrägspuraufzeichnung)Dieses Verfahren war bei späteren Videorekordern am gebräuchlichsten. Im Gegensatz zum Transversal Scan steht die Rotationsachse des Zylinders fast quer zur Bandlaufrichtung. Die sich daraus ergebenden Spuren sind nur wenige Grad gegen die Bandrichtung geneigt. Zusammen mit einer weitaus größeren Kopftrommel als beim Transversal Scan ermöglicht das längere Spuren, die Halb- oder sogar Vollbilder aufnehmen können, so dass die Kopfumschaltung unsichtbar in die vertikale Austastlücke des Bildsignals gelegt werden kann. Dadurch wurden auch Standbild, Zeitlupe und Bildsuchlauf möglich. Die auf der Kopftrommel angebrachten Köpfe weisen unterschiedliche Azimute auf, was zu weniger Übersprechen zwischen benachbarten Spuren führt.

### Elektronik

#### Modulationsverfahren
Videosignale sind wesentlich breitbandiger als Audiosignale. Es treten sowohl Gleichspannung wie auch Signale mit mehreren Megahertz Frequenz auf. Solche Signale kann man magnetisch nicht direkt (im Basisband) aufzeichnen, sondern muss sie auf einen Träger (Trägerband) modulieren.
AmplitudenmodulationFrühe Rekorder versuchten, dieses Problem mit Hilfe einer Amplitudenmodulation zu lösen. Geringste Schwankungen des Kontakts zwischen Kopf und Band führten zu Schwankungen der Signalstärke, was zu Schwankungen von Bildhelligkeit und -kontrast führte. Eine automatische Nachregelung gestaltete sich als sehr schwierig.
FrequenzmodulationCharles Anderson kam etwa 1954 auf die Idee, das Signal frequenzmoduliert aufzuzeichnen. Dieses Modulationsverfahren ist weitgehend unempfindlich gegenüber schwankenden Signalpegeln, verbessert den Signal-Rausch-Abstand insbesondere für die gut sichtbaren niedrigeren Videofrequenzen und wird auch heute noch verwendet.

#### Farbaufzeichnung

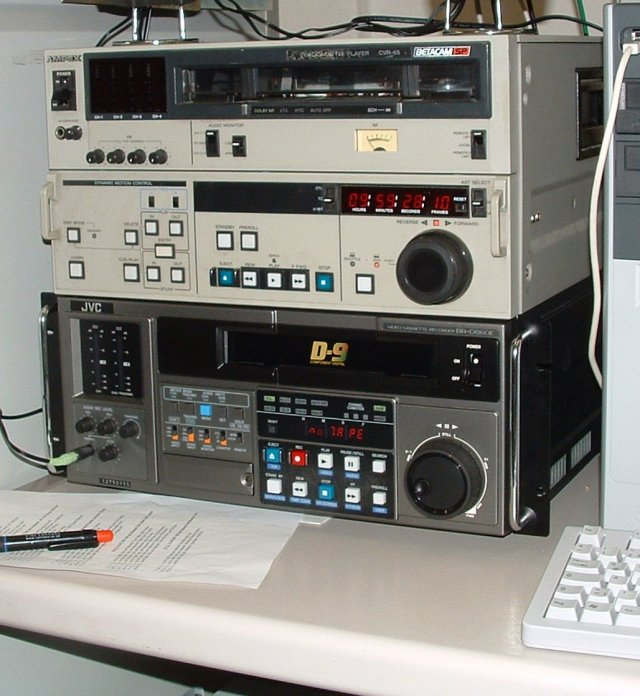
Magnetische Aufzeichnungsgeräte (MAZ), Systeme Betacam SP und D-9

Da Farbfernsehen eine Neuheit darstellte, als die ersten Videorekorder auf den Markt kamen, waren sie zunächst nicht in der Lage, Farbe aufzuzeichnen.

Phasenverschiebung bei Direktfarbe: selbst eine kleine Verschiebung von 50 ns verursacht eine große Phasenverschiebung des Farbträgers. Die Farbart hier wäre stark verschoben.

DirektfarbeSpäter nutzte man die bereits vorhandene hohe Bandbreite der Videorekorder aus, um das gesamte Fernsehsignal inklusive Farbsignal aufzuzeichnen. Das Problem dabei war die Wiedergabe. Mechanische Toleranzen ließen die Köpfe etwas ungleichmäßig gleiten, so dass eine „Ruckelbewegung“ entstand. Diese führte zu einer Phasenverschiebung der hochfrequenten Anteile. Beim Schwarzweiß-Fernsehen war sie kaum wahrnehmbar, führte jedoch zu deutlichen Farbtonfehlern und in ungünstigen Fällen zum Totalausfall des Farbträgers. Deshalb wurden sogenannte Time Base Correctors eingebaut. Das waren zunächst Schaltungen aus Kapazitätsdioden und Spulen, die das Signal in einem kleinen Bereich zeitlich variabel verzögern konnten. Später wurde dieses Verfahren durch eine Reihe von Verzögerungsleitungen ergänzt, die je nach gewünschter Verzögerung an- oder ausgeschaltet wurden. In den 1970er Jahren wurde dieses analoge Verfahren durch digitale Speicher ersetzt.
Direktfarbaufzeichnung kam ebenfalls bei Laserdiscs zum Einsatz.
Herabgesetzter Farbunterträger (Colour Under)
Da Direktfarbe sehr hochwertige mechanische Bauteile und einen (damals) teureren Time Base Corrector benötigte, suchte man nach Wegen, Farbaufzeichnungen günstiger zu realisieren. Eine einfache Möglichkeit war es, den Farbunterträger in seiner Frequenz herabzusetzen (hier rot). Typischerweise liegt seine Frequenz dann bei:
- VHS, S-VHS, VHS-C: 627 kHz
- Video 2000: 625 kHz
- Video 8, Hi8: 743 kHz

Er wird direkt auf das Band aufgezeichnet, ohne nochmals moduliert zu werden. Durch die niedrige Frequenz werden Störungen aus dem Helligkeitssignal, das weiterhin frequenzmoduliert wird, vermieden. Die Bandbreite des Farbträgers wird gegenüber dem Ursprungssignal begrenzt; Formate mit diesem Verfahren haben deshalb eine eingeschränkte Farbauflösung von etwa 40 horizontalen Zeilen.
Zudem neigen solche niedrigen Frequenzen zum Übersprechen, weshalb in sehr dicht gepackten Formaten wie VHS stets eine Rauschreduktion integriert ist, die das Farbrauschen minimieren soll. Diese führt bei einigen Geräten zu einem „Ausbluten“ der Farben.
Praktisch alle analogen Farb-Heimvideorekordersysteme benutzen diese Technik.
Sequenzielle FarbaufzeichnungIn einigen professionellen Formaten wie Betacam, Betacam SP oder M- und M-II-Format werden die beiden Farbdifferenzsignale nacheinander aufgezeichnet. Dazu werden beide Signale in einen BBD-Speicher geschoben und dann doppelt so schnell wieder ausgelesen und hintereinander auf eine Spur zeitlich komprimiert aufgezeichnet. Dadurch erreicht man eine höhere Bildqualität ohne gegenseitige Störungen von Farb- und Helligkeitssignal.

#### Tonaufzeichnung
LängsspurtonUrsprünglich wurde der Ton auf getrennten linearen Spuren am Rand des Bandes aufgezeichnet, ähnlich wie bei Tonbändern. Wegen der im Vergleich zu Tonbandgeräten meist geringeren linearen Bandgeschwindigkeit in Videorekordern setzt das jedoch der Tonqualität Grenzen. Bis in die 1980er wurde jedoch selbst in professionellen Rekordern ausschließlich dieses Verfahren verwendet, da hier die Bandgeschwindigkeit höher liegt. Der Vorteil liegt besonders darin, dass jede einzelne Spur getrennt nachvertont werden kann. In der Regel werden eine bis drei Längsspuren für den Ton verwendet.
Schrägspur-(Hi-Fi-)TonSpäter zeichnete man den Ton frequenzmoduliert auf mehreren Frequenzen zusätzlich zu den Bildsignalen in der Schrägspur auf, meist mit speziellen „Hi-Fi“-Köpfen mit einem größeren Kopfspalt, zum Beispiel 0,9 µm gegenüber den Videoköpfen mit 0,3 µm (bei VHS).
Aufgezeichnet wird in der Regel auf einem FM-modulierten Träger pro Tonkanal – bei VHS 1,4 MHz für den linken und 1,8 MHz für den rechten Kanal.
Durch Anwendung von Frequenzmodulation wird der Frequenzgang stark verbessert. Mit diesem Aufzeichnungsverfahren ist allerdings eine Nachvertonung nicht möglich; diese muss auf den zusätzlich vorhandenen Audio-Längsspuren (bei eingeschränkter Qualität) erfolgen.
Videosignal und Stereoton werden auf dieselbe Spur geschrieben, wobei der Stereoton vor dem Videosignal aufgezeichnet wird. Bedingt durch den größeren Kopfspalt des Audiokopfes wird der Ton tiefer in das Band magnetisiert als das nachfolgende Videosignal. Ein übermäßiges Übersprechen der beiden Signale wird durch die verschiedenen Azimutwinkel der Köpfe verhindert (bei VHS: −6° für den Videokopf 1 und +30° für den Audiokopf 1).
Allerdings muss die Kopfumschaltung dann sehr genau arbeiten, da es im Tonsignal im Gegensatz zum Bildsignal keine Austastlücken gibt, in denen man die Umschaltung „verstecken“ könnte. Hi-Fi-VHS-Rekorder zeichnen grundsätzlich neben dem Hi-Fi-Tonsignal auch noch ein lineares Tonsignal auf, damit die Kassetten auch auf VHS-Rekordern ohne Hi-Fi-Fähigkeit abspielbar sind.
In Systemen wie Video 8 ist der Hi-Fi-Ton vorgeschriebener Systembestandteil, da er die Mechanik deutlich vereinfacht. Man spart sich hier die getrennten Audioköpfe außerhalb des Videokopfes. Dadurch wird auch das Laufwerk deutlich kleiner.
Digitaler (PCM-)TonIn einigen Formaten ist auch digitaler Ton definiert. Dieser wird in der Regel PCM-kodiert auf den Schrägspuren aufgezeichnet.

#### Timecode-Verfahren
Zum Schneiden von Bändern ist es sinnvoll, jedes Bild individuell mit einer Nummer zu versehen, um es wiederzufinden.
FarbkleckseBevor es richtige Timecodes gab, bediente man sich eines sehr einfachen Verfahrens. Der Editor spielte das Band ab und machte zum richtigen Zeitpunkt einen Farbklecks auf die Rückseite des Bandes. Später wurde das Band an dieser Stelle geschnitten. Das funktioniert natürlich nur im Direktschnitt und ist recht ungenau.
LängsspurtimecodeSpäter, mit dem Aufkommen der Digitaltechnik, zeichnete man das Timecodesignal als eine Sequenz von Tönen auf eine der Tonspuren auf. Die Verfahren wurden in der Regel so gestaltet, dass auch ein Lesen in erhöhter Geschwindigkeit möglich ist. Außerdem lässt sich der Timecode nachträglich einfach verändern.
Vertical Interval TimecodeMan kann den Timecode auch in der vertikalen Austastlücke aufzeichnen; dann ist er auch im Standbildmodus lesbar und er ist ein Teil des Bildes, wodurch er über alle konventionellen Übertragungsstrecken ohne Zusatzkosten übertragen werden kann.

### Digitale Systeme
Digitale Videorekordersysteme verwenden unterschiedliche Verfahren, um Bild- und Tonsignale zu kodieren. Wird das analoge Signal zum Beispiel mit der vierfachen Farbunterträgerfrequenz im Puls-Code-Modulationsverfahren (PCM) abgetastet, so spricht man vom „Composite“-Verfahren. Häufig wird allerdings das Signal bereits vor der Kodierung in RGB oder die Farbdifferenzsignale aufgeteilt. Danach werden in der Regel auch diese Signale als PCM-Signale weiterverarbeitet.
Ursprünglich wurden die PCM-Signale ohne Datenkompression aufgezeichnet. Das führte zu einer guten Qualität, erforderte jedoch große Aufzeichnungsgeschwindigkeiten und die Handhabung großer Datenmengen. Bei einer Videoaufzeichnung im Full-HD-Modus mit einer Bildhöhe H von 1080 Zeilen, einer Bildbreite B von 1920 Spalten, einer Bildfrequenz F von 25 Vollbildern pro Sekunde und einer Farbtiefe T von 8-Bit für jede der drei Primärfarben (die drei Farbkanäle rot, grün und blau: K = 3) fällt eine Datenübertragungsrate R von über einem Gigabit pro Sekunde an:
R = B · H · F · K · T
R = 1920 · 1080 · 25 Hz · 3 · 8 Bit
R = 1244 GBit/s = 155,5 MByte/s
Später wurden Computer so leistungsfähig, dass eine Datenkompression und -dekompression in Echtzeit durchgeführt werden konnte. Dadurch wurde es möglich, fast ohne Zugeständnisse an die Qualität die Datenraten und -mengen bis um den Faktor 100 zu reduzieren, da die redundante Aufzeichnung mehrerer sich wenig unterscheidender Bilder eines Filmes entfällt und einfarbige Flächen nicht mit der vollen Auflösung gespeichert zu werden brauchen.
Auch die digitalen Bandrekordersysteme werden gegenwärtig durch Festplattenrekorder und digitale Audiorekorder mit Festspeicher verdrängt, da die Anschaffungs- und Wartungskosten geringer sind als für Bandgeräte. Die Festplattenaufzeichnung, vor allem aber die Festspeicheraufzeichnung, ist überdies durch geringe Zugriffszeiten und geringen Verschleiß gekennzeichnet.

### Aufzeichnung bereits digital vorliegender Daten
Daten, die in digitaler Form über das Internet oder den Fernsehempfang an den Nutzer geliefert werden, können ohne Transkodierung direkt auf digitalen Datenspeichern, wie zum Beispiel Festplatten, Speicherkarten oder USB-Sticks, festgehalten werden. Damit ist es möglich, Videostreams oder Fernsehsendungen ohne Qualitätsverlust aufzuzeichnen und zu späteren Zeitpunkten beliebig oft und mit beliebig vielen Unterbrechungen oder Auslassungen (beispielsweise beim Überspringen von Werbeblöcke) zu konsumieren.

## Übergang von MAZ zu Videorecordern
1965 (als der Preis einer professionellen MAZ-Anlage 250.000 – 300.000 DM betrug; in heutiger Kaufkraft etwa 670.000 Euro) wurde von Philips ein Videorecorder mit Magnetband auf Spulen vorgestellt, der knapp 7.000 DM kostete (heute etwa 17.000 Euro). Das Gerät war nicht für den Heimgebrauch, sondern für den (semi-)professionellen Einsatz (z. B. Aufnahme von Operationen im Krankenhaus oder von Proben von Schauspielern, Kontrolle von Bewegungsabläufen im Leistungssport, Schulfernsehen) vorgesehen.

## Heimvideorekorder

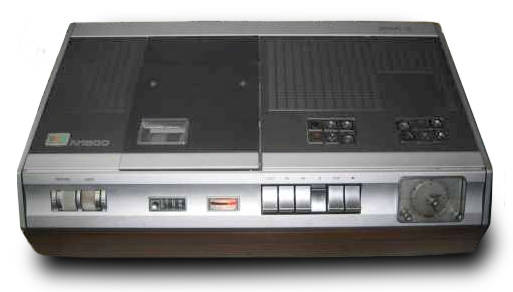
Heimvideorekorder im Holzgehäuse um 1973

Die ersten Videorekorder für den Heimgebrauch kamen Anfang der 1960er auf den Markt. Ein Beispiel für ein frühes Gerät war der Loewe Optacord 500, der auf der Funkausstellung 1961 der Öffentlichkeit vorgestellt wurde. Zu den prominentesten Besitzern dieser frühen, damals für den Heimbereich noch so gut wie unbekannten Heimvideorekorder gehörten ab etwa 1965 die Musiker John Lennon und Paul McCartney, die ihre Geräte für noch nicht in Serie gegangene Prototypen einer offiziell noch in der Entwicklung befindlichen Technik hielten.
In den 1970er Jahren wurden in Europa die Formate VCR (mit den Ablegern VCR Longplay und SVR) sowie Video 2000 von Philips und Grundig entwickelt. Diese europäischen Formate konnten sich jedoch in den Vereinigten Staaten und Japan nur schwer durchsetzen.
Die europäischen Entwicklungen wurden bald von zwei japanischen Systemen bedrängt: Betamax von Sony und VHS von JVC. Der erste Rekorder mit dem VHS-Aufzeichnungsformat war der HR-3300 von JVC, der im Herbst 1977 vorgestellt wurde.
Betamax bot zwar gegenüber VHS eine minimal bessere Bildqualität und bessere Bandlaufeigenschaften, scheiterte aber daran, dass der Lizenzgeber Sony von anderen Herstellern Abgaben für die Produktion von Betamax-Geräten nahm. Ein weiterer Grund war die Spielzeit. Durch das größere Gehäuse der VHS-Kassette konnte schon bei Markteinführung zwei Stunden lang aufgezeichnet werden, was für einen Spielfilm oder ein Football-Spiel reichte. Betamax erlaubte zunächst nur eine Stunde Spielzeit. Bis Ende der 1980er Jahre hatte VHS vor allem aufgrund einer geschickteren Lizenzierungspolitik die konkurrierenden Systeme vollständig aus dem Einzelkundengeschäft verdrängt. Dieser letztlich von VHS gewonnene Kampf um Marktanteile wurde als Formatkrieg bekannt. Er wiederholte sich in ähnlicher Form ab etwa 2005 als Wettbewerb zwischen den Formaten HD DVD, VMD und Blu-ray Disc. Alle waren als Nachfolger der DVD entwickelt worden, und Blu-ray setzte sich schließlich durch.
Weitere, auch professionelle Formate finden sich im Artikel Liste der Videobandformate.
In der Bundesrepublik Deutschland wurden 1979 etwa 270.000 Geräte verkauft. 1981 waren es bereits rund 750.000 und 1983 1,4 Millionen. 1985 stand in etwa 7 Millionen Wohnungen ein Videogerät und damit in jedem vierten Haushalt.
Die Einführung der DVD als Wiedergabemedium und seit dem Jahr 2000 zunehmend auch als Aufnahmemedium für Privatanwender drängte bandbasierte Videogeräte zunehmend zurück. Da aber noch viele Nutzer ihre analogen Aufnahmen weiternutzen wollten, gab es nach wie vor VHS-Rekorder zu kaufen. Manche dieser Geräte vereinten auch die verschiedenen Aufnahmetechniken (meist ein VHS-Laufwerk und einen DVD-Rekorder in einem Gerät) und boten somit eine unkomplizierte Möglichkeit, von einem Format in ein anderes zu kopieren.
Am 22. Juli 2016 gab Funai Electric, der letzte verbliebene Hersteller von Videorecordern, bekannt, die Videogeräteproduktion noch im selben Monat endgültig einzustellen. Damit ging eine jahrzehntelange Ära zu Ende.

## Aufbau eines VHS-Laufwerks mit Beschreibung

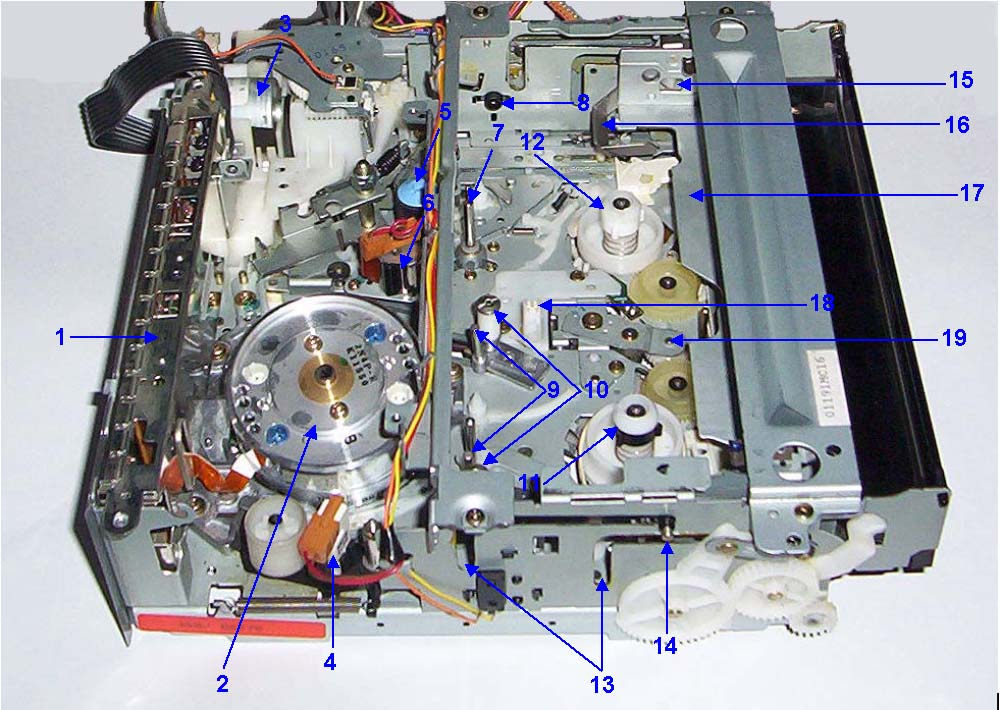
Videorekorder-Laufwerk von oben
1. Hier befindet sich u. a. der Kopfverstärker, der die von den Video- und, wenn vorhanden, Audioköpfen kommenden FM-Signale verstärkt.
2. Vorn sieht man die Kopfscheibe mit den Video- und im vorliegenden Fall auch Audioköpfen. Die Kopfscheibe ist drehbar und wird mit einem auf derselben Welle befindlichen elektronisch kommutierten Außen- oder Scheibenläufermotor angetrieben. In der Kopfscheibe ist für jeden Kopf ein aus konzentrischen Ferritkernen bestehender Rotationstransformator enthalten; die Informationen werden induktiv über einen Luftspalt übertragen.
Mögliche Anzahl an Köpfen auf der Kopfscheibe:
  - 2 Köpfe: zwei Videoköpfe für Standardplay oder kombiniert für Standardplay und Longplay mit Mono-Längsspur-Ton
  - 4 Köpfe: zwei Videoköpfe für Standardplay oder kombiniert für Standardplay und Longplay und zwei rotierende Audioköpfe für Hi-Fi-Stereo-Ton; bei Nachvertonung diese nur in Mono
  - 6 Köpfe: vier Videoköpfe für Standard- und Longplay sowie besseres Standbild und zwei Audioköpfe für Hi-Fi-Stereo; stehender Löschkopf, daher Nachvertonung nur in Mono
  - 7 Köpfe: vier Videoköpfe für Standard- und Longplay, zwei Audioköpfe für Hi-Fi-Stereo und einen rotierenden Löschkopf, besser für Videoschnitt plus „stehenden“ Löschkopf; Nachvertonung in Mono
3. Der Schachtmotor hat die Aufgabe, die Kassette einzuziehen und das Band (mittels diverser „Finger“ und Zusatzmechanik) aus der Kassette herauszuholen und um die Rotationstrommel zu schlingen. Zusätzlich übernimmt er die Steuerung zwischen den Betriebsarten des Videorekorders (Play, schneller Vor- und Rücklauf usw.). Dazu dient der sogenannte Mod-Schalter.
4. Der Löschkopf löscht alle Informationen auf dem Band, wenn neu aufgezeichnet wird.
5. Die Andruckrolle transportiert das Band wie auch bei Tonbandgeräten, indem sie es gegen eine Welle drückt.
6. Der Tonkopf zeichnet den Mono-Ton auf und spielt ihn ab. Eingebaut ist auch der Synchronisationskopf (auch CTL-Kopf genannt). Er wird dazu benutzt, um Synchronimpulse aufzuzeichnen und damit bei der Wiedergabe den momentanen Drehwinkel des Kopfrades bezüglich des Bandvorschubs zu steuern. Neben dem Ton- und CTL-Kopf befindet sich der Löschkopf für die Mono-Tonspur (schwarz), der bei Nachvertonung und Videoschnitt benötigt wird.
7. Der sogenannte Capstan (Capstanwelle, bei Tonbandgeräten auch Tonwelle genannt) wird von einem Bandservo (hier nicht zu sehen) angetrieben. Er transportiert das Band. Nach Einfädeln des Bandes drückt die Andruckrolle das Band gegen den Capstan, damit er das Band antreiben kann.
8. IR-Sensor zur Erkennung, ob eine Kassette eingelegt ist. 18 ist der dazugehörige Sender.
9. und 10. Die Umlenkrollen legen das Band um die Kopftrommel. Sie sind höhenverstellbar, um das Tracking einzustellen. Das Band wird so um die Kopftrommel gelegt, dass es etwa den halben Trommelumfang bedeckt. Von oben verläuft das Band in der Form eines „M“, deshalb wird das Verfahren auch M-Loading genannt.
10. Der Abwickeldorn nimmt eine Bandspule der Videokassette auf. Während des Rückspulens wird er vom Bandservo angetrieben.
11. Der Aufwickeldorn nimmt die zweite Bandspule der Videokassette auf. Während des Abspielens des Bandes und während des Vorlaufs wird auch dieser Dorn vom Bandservo (Capstanmotor) angetrieben.
12. Führungsrillen des Kassettenschachtes
13. Ein Führungsbolzen des Kassettenschachtes
14. Diese Plastiknase entriegelt die Kassettenklappe, die das Band schützt.
15. Dieser Hebel drückt die 15 nach vorne zur Entriegelung der Kassettenklappe beim Einlegen der Kassette. Wenn die Kassette nach unten fährt, öffnet dieser Hebel die Kassettenklappe.
16. Der Kassettenschacht nimmt die Kassette auf.
17. IR-Sensor zur Erkennung, ob eine Kassette eingelegt ist. Er ist auf einem Plastikstift montiert. Dieser Plastikstift entriegelt die Bandspulen der Videokassette.
18. Je nach Drehrichtung des Bandservos schaltet dieser Hebel zwischen Auf- oder Abwickeldorn um.

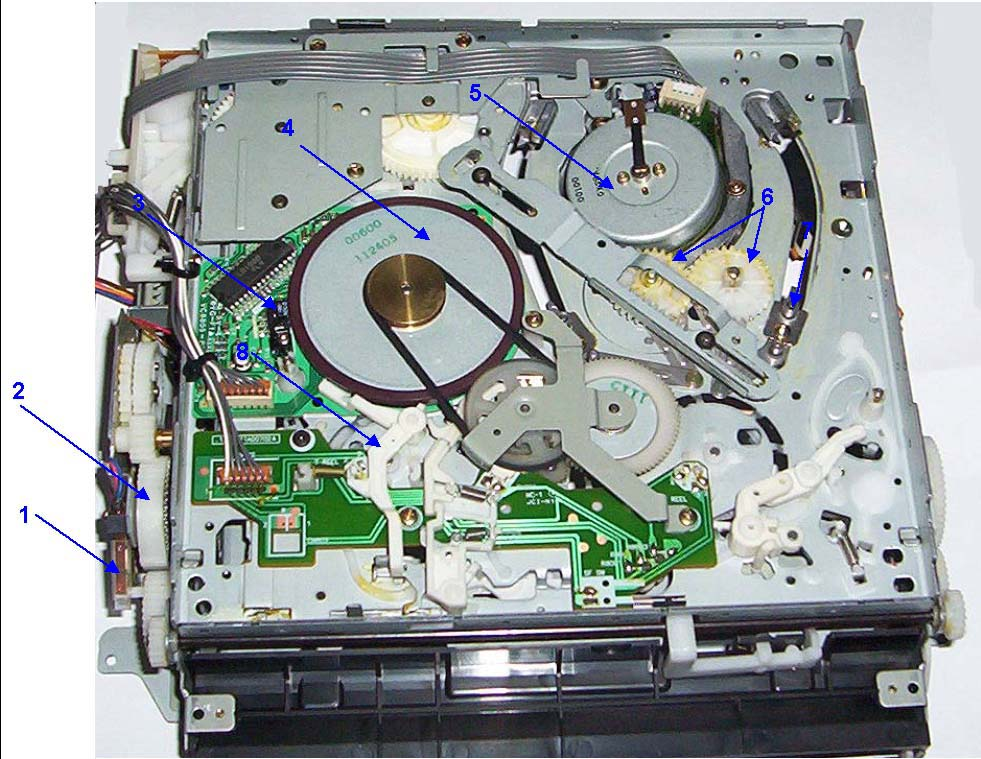
Videorekorder-Laufwerk von unten
1. Dieser Schalter startet und stoppt den Schachtmotor, wenn eine Kassette eingelegt oder ausgeworfen wird.
2. Getriebe für den Kassettenschacht; es ist gleichartig auf der anderen Seite des Kassettenschachtes vorhanden.
3. Sensor zur Drehzahlmessung des Bandservos
4. Rotor des Bandservos (Capstanmotor). Unter diesem Rotor befinden sich sternförmig angeordnete Spulen. Der Motor ist elektronisch kommutiert und drehzahlgeregelt. Über einen Riemen ist der Servo mit einem Umschalthebel verbunden, der den Antrieb auf den Auf- bzw. Abwickeldorn umschaltet.
5. Der Kopftrommelservo ist ebenso wie der Bandservo ein elektronisch kommutierter Außenläufermotor. Er treibt die Kopfscheibe an.
6. Getriebe für Umlenkrollen und Bolzen, die das Band um die Kopftrommel legen
7. Ein Bolzen und Umlenkrolle von unten
8. Bremshebel für den Bandservo. Dieser bremst die Capstanwelle und die daran gekoppelte Schwungmasse, damit bei Wiedergabe- oder Suchvorlaufabbruch keine Bandschlaufen entstehen.

Einzug und Auswurf einer VHS-Kassette
Das Videorekorderlaufwerk (im Bild ein VHS-Laufwerk) hat die Aufgabe, die Videokassette aufzunehmen und einzuziehen, das Band einzufädeln und zu transportieren. Dabei ist hohe Präzision notwendig. Das betrifft insbesondere die Spurlage des Bandes (Tracking) sowie den Bandtransport durch den Bandservo-Motor, der die Capstanwelle antreibt, und den Kopftrommelmotor (Kopftrommelservo), der die Kopfscheibe mit den Videoköpfen antreibt. Die Drehzahlen aller Servomotoren werden durch einen Mikrocontroller gesteuert.